# Aeroporto di Valencia
L'Aeroporto di Valencia (IATA: VLC, ICAO: LEVC) situato nel comune di Manises, è l'aeroporto al servizio della città di Valencia, decimo aeroporto spagnolo per termini di traffico e secondo della Comunità Valenciana dopo quello di Alicante-Elche.
L'aeroporto si situa a 9 km ad ovest di Valencia e permette 20 collegamenti con altrettanti paesi europei e nel 2019 ha visto transitare oltre 8,5 milioni di passeggeri.

## Descrizione
L'aeroporto possiede un terminal e due piste. La pista 04/22 è molto corta e quindi non viene utilizzata di frequente, anche perché è priva del sistema ILS. È presente anche un eliporto.
L'aeroporto di Valencia è situato vicino all'autovía A-3, che collega Valencia con Madrid, ed è raggiungibile dalla città tramite una fitta rete di mezzi pubblici; gli autobus normali impiegano circa 45 minuti per raggiungere il centro, mentre il servizio di navetta dedicato riduce il tempo a circa soli venti minuti. È anche presente una stazione della metropolitana.
L'aeroporto di Valencia è diventato ad agosto 2007 un hub della compagnia low cost Ryanair, che vi ha insediato tre aeromobili. Un anno dopo, a causa dei difficili rapporti con la Comunidad Valenciana, la compagnia irlandese ha annunciato la chiusura della base, con la conseguente perdita di molte rotte. Ryanair però non ha abbandonato definitivamente lo scalo, annunciando nuovi collegamenti per tutto il 2009.
Nel 2010, grazie al raggiungimento di un nuovo accordo, viene riannunciata la riapertura della base, con due aeromobili e 10 nuove rotte.
L'aeroporto è inoltre hub della compagnia aerea Air Nostrum, sussidiaria di Iberia, e della principale low cost spagnola, Vueling.